# 阿部亮平
阿部亮平（日语：／ Abe Ryohei，1993年11月27日—）來自日本千葉縣 。隸屬於星達拓娛樂旗下偶像組合Snow Man的成員，歌手、藝人和演員。於上智大學理工學研究科畢業，也是傑尼斯事務所旗下藝人中第一位研究生畢業的偶像。擁有氣象預報士的資格。暱稱為 阿部ちゃん(Abe-Chan)。

## 個人經歷
因最初母親擔心他交不到朋友，在母親的勸導下從小學二年級開始學習舞蹈 ，還被巧言帶去染了茶色的頭髮。
持續學習幾年舞蹈後，在小學五年級時參加了由母親為他報名的電視台公開招募試鏡 ，並於2004年8 月12日 加入傑尼斯事務所。同期有來自同個組合的深澤辰哉以及Hey! Say! JUMP的山田涼介、A.B.C-Z的橋本良亮。
2009年1月當選為當時剛成立之組合Mis Snow Man成員。
2011年8月以專心學業為由暫停演藝活動 ，選擇入讀上智大學，並於2012年2月恢復演藝活動 。
2012年5月進入大學，同時作為Snow Man成員繼續演藝事業。
2016年大學畢業，繼續就讀兩年研究生並於2018年畢業。
2020年1月22日Snow Man正式出道，和同組合的深澤辰哉，是目前已出道傑尼斯藝人中Jr.生涯資歷最久（15年）的藝人  。
2021年8月28日，傑尼斯事務所官方網站宣布他於26日感染新冠病毒的消息，陸續出現發燒、喉嚨痛、味覺和嗅覺異常等症狀。將會進行一段時間的靜養和觀察，並在同日宣布辭演當天的「FNS Love & Music~歌曲和笑容的祭典」節目。

## 人物

### 成長以及學歷背景
在進行著小傑尼斯演藝活動的時候，覺得自己沒有任何特長能夠在演藝之路上有所助益，反覆思考之後認為自己最擅長的就是念書，因此決定為自己立定「學霸」人設 ，暫停組合的演藝活動專心學習準備升學考試，直到考上上智大學的理工部。
大學畢業後，於2016年4月繼續攻讀上智大學院理工學研究科，專攻理工學情報學領域，主要學習人類情報、社會情報以及電子情報</ref>。在學期間往返校園研究與演藝工作兩邊兼顧，甚至還獲得了每個科系僅有3人獲得的學業優秀獎。

### 專業資格
- 氣象預報士

2015年，他從大學二年級開始、終於在第五次的挑戰中通過了僅有4%合格率的氣象預報士考試。同一屆的考試中合格的還有岸本慎太郎，倆人是傑尼斯旗下藝人中第一個擁有該資格的人。
在 Snow Man 出演的舞台劇《 JOHNNYS'ALL STARS ISLAND 》和《瀧澤歌舞伎》大廳中常常貼有他親手寫的「阿部ちゃん(Abe-chan)的天氣預報」，在粉絲間廣受歡迎以及好評。
- 世界遺產檢定

由於自己喜歡旅遊以及曾經對世界遺產感到興趣，他決定挑戰自己不擅長的文科世界歷史和地理，然後在2017年通過了日本世界遺產檢定考試（2級）。

### 競猜節目出演機會
「是傑尼斯中唯一的知性派角色」、「是傑尼斯當中的頭腦派」以及「傑尼斯最強的知識分子 」等等的讚賞中，迎來了不同競猜或知識節目的出演機會。其中的節目有：綜藝競猜節目《Cream Quiz 奇蹟9》、以才能競爭的節目《壓力競爭》（プレバト！！） 、和多數高學歷者參加的競猜節目《The Time Shock》等等的節目，以此大大地擴大了演出範圍。
2020年，在競猜節目《測驗！你比五年級還聰明嗎？》中答對全部問題，贏得300萬日元的獎金，也是該節目有史以來中第二位回答全對的嘉賓。除了節目以外，私底下也會和其他出演競猜節目的藝人有交流，比如參加曾經一同出演競猜節目的夥伴 KAZLASER (MAPLE CHOGOKIN) 定期開辦的競猜學習會，和演員岩永徹也的「Quiz旅行」等等。

### 特長
特長是背誦圓周率（100 位以內）。並曾經以理科（物理）的角度計算出：在「瀧澤歌舞伎」的演出中如果要成功地往觀眾席的上空投出刀劍的話須以15牛頓（N）和大約45度的角度會比較好 。
希望將來可以開發演出裝置，把自己在大學裡學到的知識運用在自己組合以及演出中。

### 傑尼斯的前輩與後輩
- 前輩

尊敬的前輩是嵐的櫻井翔，對方曾在他研究生畢業後邀請他吃飯並開了香檳慶祝，也從對方收到了作為祝賀禮物的手錶。
- 後輩

與同是知性型的後輩成立了「傑尼斯Quiz部」，成員分別來自Travis Japan的川島如惠留、美少年的那須雄登、浮所飛貴、7 MEN 侍的本高克樹、Aぇ！Group的福本大晴。成員們曾在 ISLAND TV 上傳競猜影片，甚至還因此獲得各種演出機會。

## 演出作品
组合出演请参考 Snow Man 或 Mis Snow Man，此处仅列出个人演出。

### 舞台剧
- SUMMARY
  - Johnnys Theater"SUMMARY"of Johnnys World（2004年8月8日 - 29日、原宿新ビッグトップ）[13]
  - Johnnys Theater"SダUイMジMェAスRトY2005"（2005年7月26日 - 9月4日、品川アクアスタジアム内 Johnnys Theater (ステラボール)）[14]
  - SUMMARY 2008（2008年8月2日 - 9月5日、お台場青海J地区特設会場Johnnys Theater）[15]
- DREAM BOY
  - KAT-TUN vs 関ジャニ∞ Musical Dream Boys（2006年1月3日 - 1月29日、帝国劇場）[16]
  - DREAM BOYS（2008年3月4日 - 3月30日、帝国劇場）[15]
- 滝沢演舞城
  - 滝沢演舞城（2006年3月7日 - 4月25日、新橋演舞場）[16]
  - 滝沢演舞城 2007（2007年7月3日 - 29日、新橋演舞場）[17]
- PLAYZONE FINAL 1986-2008〜SHOW TIME Hit Series〜 Change（2008年7月6日 - 8月8日、青山劇場） - 只出演一幕[15][18]
- 愛と青春キップ（2018年10月25日 - 11月11日、オルタナティブシアター / 11月17日、18日、京都劇場） - 主演、西岡修一（岩本照、渡辺翔太）三人主演[19]
- 市川海老蔵 第五回自主公演（2019年11月5日 - 11月25日、シアターコクーン） - 出演 手塚太郎光盛[20]

### 演唱会
- 小杰尼斯的大冒险！ @Meridian（2006年8月15 - 25日，台场大酒店太平洋子午线“Pale Royale”）[16]
- You们的音乐运动会（2006年9月30日-10月1日，代代木国立体育馆）
- 2007新年快乐小杰尼斯大会日本武道馆5天公演（2007年1月2 - 7日，日本武道馆）[17]
- 小杰尼斯的冒险！'07 @ Meridian（2007年8月15 - 24日，台场 Grand Pacific Meridian “Pale Royale”）
- JOHNNYS'Jr. Hey Say 07 in YOKOHAMA ARENA（2007年9月23・24日，横滨体育馆）

### 电影
- HOT SNOW（2011年）2011[21]- 饰演 龙崎明彥
- 电影版私立马鹿兰高校（2012年） - 饰演 汐见陆
- 假面老师电影（2014年） - 饰演 新学生会秘书
- Last Hold!（2018年） - 饰演 中道学[22]
- 少年们（2019年） - 饰演 Host[23]
- 電影真人版 阿松（2022年） - 饰演 故事終結者

### 电视剧
- 試著應徵了份簡單的工作 第5集（2019年8月10日，NTV）[24]
- NICE FLIGHT!（2022年7月22日 - 9月9日，EX） - 飾演 夏目幸大[25]
- GO HOME～警視廳身份不明人相談室～（2024年7月13日 - 9月28日，NTV） - 飾演 手嶋淳之介[26]
- 從奪走你的那天起（2025年4月21日 - ，CX）- 飾演 玖村毅[27]

### 網路电视剧
- NICE CONTROL!（2022年8月19日 - 9月3日、TELASA） - 主演・夏目幸大

### 综艺节目
- Gamushara!（2014年 - 2016年） - 朝日电视台
- 今夜はナゾトレ（2022年7月5日 - ） - 富士電視台）
- クイズプレゼンバラエティー Qさま!! (2019年7月29日 - ） - 朝日电视台 ※不定期出演

### 资讯节目
- ZIP!（2019年4月29日-，NTV） - 《流行的新闻 - Kiterune！》记者[28]（不定期出演）

### 广告
- 7net “SILVERSNOW”（2021年1月 - ）[29]
- 朝日飲品“Mitsuya Cider”（2021年5月 - ）[30]
- U-CAN “MOS講座”（2022年12月 - ）

## 脚注
1. ↑  福井洋平. . AERA dot. (アエラドット). 2018-08-24  [2021-06-12]. （原始内容存档于2021-10-31） （日语）.
2. ↑  . www.johnny-associates.co.jp.   [2021-08-28]. （原始内容存档于2022-01-21） （日语）.
3. ↑  . スポニチ (Sponichi Annex). 2015-10-26  [2021-06-19]. （原始内容存档于2021-06-29）.
4. ↑  . nikkansports.com. 2016-02-26  [2016-10-06]. （原始内容存档于2021-06-28）.
5. ↑  . Real Sound. 2020-01-14  [2020-01-30]. （原始内容存档于2021-06-28）.
6. ↑  .   [2022-02-13]. （原始内容存档于2022-07-08）.
7. ↑  .   [2021-06-19]. （原始内容存档于2021-06-28）.
8. ↑  .   [2021-06-19]. （原始内容存档于2021-06-28）.
9. ↑  . ザテレビジョン. KADOKAWA. 2020-01-24  [2020-01-30]. （原始内容存档于2021-12-17）.
10. ↑  . Techinsight. メディアプロダクツジャパン. 2019-03-13  [2019-07-30]. （原始内容存档于2021-12-24）.
11. ↑  . ORICON NEWS. オリコン. 2019-07-03  [2019-07-30]. （原始内容存档于2021-06-30）.
12. ↑  .   [2021-06-20]. （原始内容存档于2021-06-28）.
13. ↑  . TVnavi SMILE (産経新聞出版). 2019-07-10, (vol.33): 78.
14. ↑  . Johnny's net. ジャニーズ事務所.   [2021-02-28]. （原始内容存档于2021-12-31）.
15. 1 2 3  . Johnny's net. ジャニーズ事務所.   [2021-02-28]. （原始内容存档于2021-12-31）.
16. 1 2 3  . Johnny's net. ジャニーズ事務所.   [2021-02-28]. （原始内容存档于2021-12-31）.
17. 1 2  . Johnny's net. ジャニーズ事務所.   [2021-02-28]. （原始内容存档于2021-12-31）.
18. ↑  錦織一清×Snow Man. . ミュージカル (ミュージカル出版社). 2017-03-05, 349 (2017年3・4月号): 28–31.
19. ↑  . SPICE. イープラス. 2018-08-29  [2018-09-25]. （原始内容存档于2021-06-30）.
20. ↑  河野桃子. . エンタステージ. NANO association. 2019-11-06  [2019-11-14]. （原始内容存档于2021-06-24）.
21. ↑  . スポーツ報知. 2016-08-03  [2017-09-14]. （原始内容存档于2016-08-04）.
22. ↑  . マイナビニュース. 2017-06-13  [2017-06-13]. （原始内容存档于2017-10-03）.
23. ↑  . CinemaGene. 2019-01-31  [2019-04-30]. （原始内容存档于2021-06-28）.
24. ↑  . TVLIFE Web. 学研プラス. 2019-08-07  [2019-11-14]. （原始内容存档于2021-12-23）.
25. ↑  . modelpress. 2022-06-05  [2022-06-06]. （原始内容存档于2022-07-10） （日语）.
26. ↑  . Eiga Natalie. 2024-05-31  [2024-05-31] （日语）.
27. ↑  . ORICON NEWS. 2025-03-11  [2025-03-11] （日语）.
28. ↑  . モデルプレス. ネットネイティブ. 2019-04-28  [2019-04-30]. （原始内容存档于2021-06-29）.
29. ↑  . 音楽ナタリー. ナターシャ. 2021-01-06  [2021-01-17]. （原始内容存档于2021-06-27）.
30. ↑  . ORICON NEWS. オリコン. 2021-05-18  [2021-05-19]. （原始内容存档于2021-07-21）.